# Piculus litae
El carpintero de Lita (Piculus litae) es una especie de ave en la familia Picidae.

## Distribución
Se lo encuentra en el oeste de Colombia y el noroeste de Ecuador.